# Bíblia em áudio
Bíblias em áudio ou Bíblia falada são Bíblias gravadas em formato de áudio. Eles fornecem ao ouvinte a capacidade de ouvir as Escrituras sem que seja necessário olhar diretamente para o texto escrito. Os benefícios das Bíblias em áudio são que eles permitem que os cegos tenham acesso pessoal às escrituras, e qualquer pessoa pode se envolver em outras tarefas enquanto ouve as gravações, o que libera tempo durante o dia para fazer outras coisas. Com esse tempo extra, o ouvinte pode aumentar a exposição à Bíblia. 

## História
A primeira Bíblia em áudio ( KJV em inglês ) foi gravada e narrada por Alexander Scourby na década de 1950 para a Fundação Americana de Cegos.  Foi gravado pela primeira vez em discos de longa duração, depois em 8 faixas, em fita cassete. A Bíblia em fita cassete durou 72 horas e foram necessárias 72 fitas para gravar a Bíblia em áudio inteira.  
A partir de então, outras Bíblias em áudio foram gravadas em CDs, DVDs e outros dispositivos de mídia. 